# Gasparo Cavalieri
Gasparo Cavalieri (Roma, 22 de setembro de 1648 - Roma, 17 de agosto de 1690) foi um cardeal do século XVII

## Biografia
Nasceu em Roma em 22 de setembro de 1648. De uma família ilustre. Filho do Marquês Emilio Cavalieri e Clelia, filha do duque de Sannesio,
Estudou no Jesuíta Collegio Romano junto com seu irmão mais velho Francesco. Ele era o herdeiro do nome e da fortuna deste ramo da família.
Trabalhou nos tribunais romanos durante o pontificado do Papa Clemente X. Clérigo da Câmara Apostólica e presidente das milícias .
Criado cardeal diácono no consistório de 2 de setembro de 1686; recebeu o gorro vermelho e a diaconia de S. Maria em Aquiro, em 30 de setembro de 1686. Concedeu dispensa por ainda não ter recebido as ordens menores no momento de sua promoção ao cardinalato, em 2 de setembro de 1686. Recebeu as ordens menores, em outubro 19 de 1686; o subdiaconato, 20 de outubro de 1686; e o diaconato, 27 de outubro de 1686.
Ordenado em 28 de outubro de 1686.
Eleito arcebispo de Cápua em 7 de julho de 1687. Consagrada em 9 de novembro de 1687 a igreja de S. Maria em Vaillicella, Roma, pelo cardeal Gasparo Carpegna, auxiliado por Francesco Casati, arcebispo titular de Trapezus, e por Prospero Bottini, arcebispo titular de Mira. Transferido para a diaconia de S. Giorgio em Velabro, em 17 de maio de 1688. Participou do conclave de 1689 , que elegeu o Papa Alexandre VIII. Transferido para a diaconia de S. Angelo em Pescheria, 28 de novembro de 1689.
Morreu em Roma em 17 de agosto de 1690, de podagra, em seu palácio romano. Exposta na igreja de S. Maria in Aracoeli, Roma, onde se realizou o funeral a 19 de agosto de 1690, e sepultada na capela de S. Gregorio, da sua família, naquela igreja.